# Хейл, Дженнифер (спортсменка)
Дженнифер Хейл (англ. Jennifer Heil, род. 11 апреля 1983 года) — канадская фристайлистка, выступавшая в могуле. Олимпийская чемпионка 2006 года и серебряный призёр Олимпийских игр 2010 года, 4-кратная чемпионка мира, обладательница Кубка мира в общем зачёте и многократная обладательница Кубка мира в зачёте могула. В 2012 году стала обладательницей премии Бобби Розенфельд. Одна из сильнейших специалисток могула в истории.
Завершила карьеру в 2011 году в возрасте 27 лет.

## Результаты на крупнейших соревнованиях

### Зимние Олимпийские игры
| Олимпийские игры    | Могул |
| ------------------- | ----- |
| 2002 Солт-Лейк-Сити | 4     |
| 2006 Турин          | 1     |
| 2010 Ванкувер       | 2     |

### Чемпионаты мира по фристайлу
| Чемпионат мира           | Могул | Параллельный могул |
| ------------------------ | ----- | ------------------ |
| 2001 Уистлер             | 7     | н/д                |
| 2005 Рука                | 5     | 1                  |
| 2007 Мадонна-ди-Кампильо | 2     | 1                  |
| 2009 Инавасиро           | 2     | 10                 |
| 2011 Дир-Вэлли           | 1     | 1                  |